# Лайонс, Стив (писатель)
Стив Лайонс  — британский писатель.
Написал несколько десятков романов, аудиодрам и отдельных рассказов о таких героях как Доктор Кто, Человек-Паук, Икс-мены, а также путеводители по Звездному пути, Красному карлику и Черной гадюке.

## Доктор Ктороманы

### Новые Приключения
- Головоломка (1994, ISBN 0-426-20408-5).
- Руководитель Игр (1995, ISBN 0-426-20454-9).

### Недостающие Приключений
- Время Вашей жизни (1995, ISBN 0-426-20438-7).
- Убойная площадка (1996, ISBN 0-426-20474-3).

## Другие работы
- Доктор Кто: совершенно бесполезно Энциклопедия с Крис Ховарт (1996, ISBN 0-426-20485-9)
- Красный карлик телегид с Крис Ховарт (1997, ISBN 0-7535-0103-1)
- Совершенно бесполезно Звездный путь Энциклопедия с Крис Ховарт (1997, ISBN 0-7535-0198-8)
- Хитрость: в «черная гадюка» телегид с Крис Ховарт (2002, ISBN 0-7535-0447-2)
- Наследие квест: Книга 1 (2002, ISBN 0-7434-4468-X)
- Наследие квест: Книга 2 (2002, ISBN 0-7434-5243-7)
- Наследие квест: книга 3 (2002, ISBN 0-7434-5266-6)
- Власть страха — а завтра людей аудио драмы на большой финал постановки (2003)
- В Micronauts: время путешественника Трилогия Книга 1 (2003, ISBN 0-7434-5840-0)
- В Micronauts: время путешественника Трилогия Книга 2 (2003, ISBN 0-7434-7466-X)
- В Micronauts: время путешественника Трилогия книга 3 (2004, ISBN 0-7434-7917-3)
- Сапфир и сталь: пассажир а Сапфир & сталь отделка аудио драма крупных производств (2005)
- Сапфир и сталь: идеального дня аудио драмы на большой финал производств (2006)
- Сапфир и сталь: ноль аудио драмы на большой финал производств (2008)
- Мир Смерти — это Вархаммер 40000 роман (2006 ISBN 978-1-84416-398-4)
- Мертвецы идут — это Вархаммер 40000 роман (2010 ISBN 978-1-84970-011-5)